# Oremi
Oremi é o quinto álbum de estúdio lançado pela cantora, compositora e produtora beninense Angélique Kidjo. O álbum foi lançado no dia 16 de Junho de 1998, pela gravadora britânica PolyGram. O álbum contou com a produção de Peter Mokran  e Jean Hébrail, que, ao lado de Angélique compôs 11 das 12 faixas do álbum.

## Faixas
| N.º            | Título                         | Compositor(es)                                                   | Duração |  |
| 1.             | "Introduction"                 | Jean Hébrail e Angélique Kidjo                                   | 0:38    |  |
| 2.             | "Voodoo Child" (Slight Return) | Jimi Hendrix                                                     | 3:49    |  |
| 3.             | "Never Know"                   | Jean Hébrail, Angélique Kidjo e Robbie Nevil                     | 4:43    |  |
| 4.             | "Babalao"                      | Jean Hébrail e Angélique Kidjo                                   | 4:31    |  |
| 5.             | "Loloye"                       | Jean Hébrail e Angélique Kidjo                                   | 3:52    |  |
| 6.             | "Itche Koutche"                | Jean Hébrail, Angélique Kidjo e Branford Marsalis                | 5:57    |  |
| 7.             | "Open Your Eyes"               | Jean Hébrail, Angélique Kidjo e Kelly Price                      | 4:15    |  |
| 8.             | "Yaki Yaki"                    | Jean Hébrail, Angélique Kidjo e Mendez                           | 3:41    |  |
| 9.             | "Give It Up"                   | Tommy Farragher, Jean Hébrail e Angélique Kidjo                  | 4:21    |  |
| 10.            | "Oremi"                        | Keith Cohen, Jean Hébrail e Angélique Kidjo                      | 3:52    |  |
| 11.            | "Orubaba"                      | Jean Hébrail e Angélique Kidjo                                   | 4:17    |  |
| 12.            | "No Worry"                     | EZ Cut, Jean Hébrail, Angélique Kidjo, Mr. Mellow e Robbie Nevil | 3:41    |  |
| Duração total: | Duração total:                 | Duração total:                                                   | 47:37   |  |